# 沈珩 (东吴)
沈珩（?—?），字仲山，吴郡（治今江苏苏州）人，东吴政治人物。
沈珩年轻时通经学，最精通春秋内、外传。黄初二年（221年）孙权称吴王，魏文帝曹丕想要封孙权子孙登，孙权以孙登年幼，上书谢绝魏封吴太子孙登为万户侯。孙权因为沈珩有智谋，擅长随即应答，于是派遣西曹掾沈珩出使曹魏，并献方物。
魏文帝问他：“吴国讨厌魏军向东吗？”沈珩回答：“不讨厌。”魏文帝问：“为什么？”曰：“吴国凭借与魏国的旧盟，言归于好，自然不讨厌，如果曹魏破坏了旧盟，自会有戒备。”又问：“听说太子孙登当来，真的吗？”沈珩回答：“我在东吴，不坐朝会，不参与宴会，若有此议，我也没听说。”文帝认为他应答得体，于是引沈珩与自己亲近，讨论终日。沈珩应对自如，无所屈服。
沈珩回国禀告孙权：“臣暗与侍中刘晔讨论，几次为他设下奸计，怕曹丕很快就会不谨慎。臣听说兵家旧论，不要指望敌人不来攻，要依靠自己有实力使敌人不敢进犯，现为朝廷考虑。应暂停其他事务，专注农桑扩充军资；脩缮舟车，增加战具，使它们都充足；抚养照料兵民，使他们各得其所；招揽俊才，奖励将士，就可以图谋天下。”
因为沈珩奉使称职，封永安乡侯，官至少府。

## 評價
陸機《辯亡論》：「奉使則趙咨沈珩以敏達延譽。」